# Coppa Italia di Serie A2 2012-2013 (pallavolo maschile)
La Coppa Italia di Serie A2 di pallavolo maschile 2012-2013 è stata la 16ª edizione della coppa nazionale d'Italia della serie cadetta e si è svolta dal 26 al 30 dicembre 2012. Al torneo hanno partecipato 4 squadre di club italiane e la vittoria finale è andata per la prima volta alla Pallavolo Atripalda.

## Regolamento
Hanno partecipato al torneo le prime quattro squadre classificate al termine del girone d'andata della regular season della Serie A2 2012-13, che hanno disputato semifinali e finale.

## Torneo

### Tabellone
|  | Semifinali | Semifinali        | Semifinali |           |   | Finale            | Finale | Finale |  |
|  |            |                   |            |           |   |                   |        |        |  |
|  | 1          | Città di Castello | 3          |           |   |                   |        |        |  |
|  | 1          | Città di Castello | 3          |           |   |                   |        |        |  |
|  | 4          | Molfetta          | 2          |           |   |                   |        |        |  |
|  | 4          | Molfetta          | 2          |           | 1 | Città di Castello | 1      |        |  |
|  |            |                   |            |           | 1 | Città di Castello | 1      |        |  |
|  |            |                   | 3          | Atripalda | 3 |                   |        |        |  |
|  | 2          | Argos             | 3          | Atripalda | 3 | 2                 |        |        |  |
|  | 2          | Argos             |            |           |   |                   |        |        |  |
|  | 3          | Atripalda         | 3          |           |   |                   |        |        |  |

### Risultati

#### Semifinali
| 26 dicembre 2012 - ore 18:00 PalaAndreaIoan, Città di Castello | Città di Castello | 3 - 2 | Molfetta  | 23-25, 22-25, 25-22, 25-16, 15-11 |
| 26 dicembre 2012 - ore 18:00 PalaPolsinelli, Sora              | Argos             | 2 - 3 | Atripalda | 22-25, 18-25, 25-18, 25-22, 19-21 |

#### Finale
| 30 dicembre 2012 - ore 14:30 Mediolanum Forum, Assago | Città di Castello | 1 - 3 | Atripalda | 23-25, 26-28, 25-17, 23-25 |